# Église Saint-Martin d'Oradour-sur-Glane (nouvelle)
Pour l’article homonyme, voir Église Saint-Martin d'Oradour-sur-Glane (ancienne).
L'église Saint-Martin est une église catholique située à Oradour-sur-Glane, dans le département de la Haute-Vienne, en France. Il s'agit de l'église du nouveau village d'Oradour, reconstruit après la destruction du village historique lors du massacre du 10 juin 1944.

## Localisation
L'église actuelle se situe à l'entrée est du nouveau village, en venant de Limoges. Elle domine le centre de la mémoire et le village-martyr.

## Historique
L'église Saint-Martin a été construite au début des années 1950, en même temps que le nouveau bourg d'Oradour, dont elle est l'un des derniers éléments majeurs. Bâtie dans un style austère et monumental, en béton et en granit, l'église est ornée de vitraux de Francis Chigot et de peintures de Jean Burkhalter.
Jouxtant l'église (côté est), une statue d'Apel·les Fenosa est dédiée aux martyrs d'Oradour.
L'édifice est inscrit au titre des monuments historiques en 2012.